# Labuhan Deli
Labuhan Deli is een bestuurslaag in het regentschap Medan van de provincie Noord-Sumatra, Indonesië. Labuhan Deli telt 16.455 inwoners (volkstelling 2010).